# Episodi di Kiss Me Licia
Lista degli episodi di Kiss Me Licia (Ai shite Knight), anime tratto dall'omonimo manga di Kaoru Tada, trasmesso in Giappone su TV Asahi dal 1º marzo 1983 al 24 gennaio 1984. In Italia è stato trasmesso su Italia 1 dal 10 settembre al 14 dicembre 1985.
La sigla originale di apertura, Koi wa totsuzen (恋は突然?), è interpretata da Mitsuko Horie (Yakko/Licia), mentre quella di chiusura, Boku no Juliano (ぼくのジュリアーノ?), da Takaoki Hiratsuka. Quella italiana, invece, è cantata da Cristina D'Avena.

## Lista episodi
| Nº | Titolo italiano Giapponese 「Kanji」 - Rōmaji - Traduzione letterale | In onda           | In onda           |
| Nº | Titolo italiano Giapponese 「Kanji」 - Rōmaji - Traduzione letterale | Giapponese        | Italiano          |
| 1  | Andrea e Giuliano 「坊やと猫とキザな奴」 - Bōya to neko to kizana yakko – "Un bambino, un gatto e un ragazzo presuntuoso" | 1º marzo 1983     | 10 settembre 1985 |
| 1  | Andrea, un bambino dell'asilo, sogna di diventare un cupido e l'occasione ideale gli si presenta quando incontra Licia. Quest'ultima è figlia di un cuoco che gestisce un locale ed un giorno la ragazza, di ritorno dal supermercato, incontra Andrea e Giuliano (il gatto di quest'ultimo) che si erano nascosti per ripararsi dalla pioggia. Licia porta Andrea e Giuliano nel locale di suo padre, e convince quest'ultimo ad aiutare i due malcapitati offrendo loro il pranzo. Andrea decide di far incontrare a Licia il fratello (Mirko), in modo da farli innamorare: Mirko infatti deve scrivere le parole per una canzone d'amore, ma non trova l'ispirazione. Quella stessa sera mentre Licia corre per arrivare puntuale al Liceo (fa le lezioni serali) si scontra con Mirko ed i due litigano. Licia fa conoscenza con il giovane ed affascinante Satomi, amico di Mirko e membro dei Bee Hive (dei quali lo stesso Mirko è il solista). Licia prende una cotta per Satomi, il quale sembra ricambiare. |                   |                   |
| 2  | Le disavventure di Giuliano 「女嫌いのジュリアーノ」 - Onna kirai no Juriāno – "Juliano che odia le donne" | 8 marzo 1983      | 12 settembre 1985 |
| 2  | Andrea cerca di convincere Mirko ad accompagnarlo nel locale del padre di Licia, in modo che i due si conoscano, ma Mirko dice al fratellino che quel giorno sarebbero dovuti andare all'asilo per prendere le misure per il grembiule. Andrea ne è contento, ma quando il ragazzo gli dice che Giuliano dovrà restare da solo a casa, il bambino inizia a preoccuparsi e decide di portare il gatto da Licia. Mentre Andrea è all'asilo con Mirko, Licia cerca di fare il bagno a Giuliano. visto che questi si era infangato in seguito allo spruzzo di una pozzanghera causato da una motociclista, ma quest'ultimo la graffia e mette a soqquadro il locale e la casa. Quando Andrea va a prendere Giuliano, Licia ed il padre raccontano al bambino ciò che ha combinato il gatto, ed Andrea racconta la triste storia di Giuliano: il gatto fu abbandonato da piccolo insieme ad un'altra gattina di cui, con il tempo, s'innamorò. Purtroppo, dopo un breve periodo di felicità, la gattina s'innamorò di un altro gatto, che aveva nelle zampe del pesce. Successivamente Giuliano fu adottato da Mirko ed Andrea, ma da quel momento il gatto odia le donne. |                   |                   |
| 3  | È presto per i baci 「キッスはまだ早い」 - Kissu wa mada hayai – "È ancora presto per i baci" | 15 marzo 1983     | 14 settembre 1985 |
| 3  | Finalmente Andrea riesce a convincere Mirko ad accompagnarlo al locale di Licia, ma interviene Satomi. Quest'ultimo chiede aiuto a Mirko perché è stato costretto da suo padre ad uscire con una figlia di un amico di quest'ultimo, ma il giovane non ha intenzione di spendere tutto il pomeriggio con la ragazza, e chiede all'amico di creare un diversivo. Mirko accetta e decide di aiutare Satomi, rimandando così l'incontro con Licia. Andrea va ugualmente a visitare la ragazza chiedendole scusa per non aver portato con sé il fratello (il bambino promise infatti alla ragazza che la prossima volta avrebbe portato con sé Mirko). La ragazza lo perdona, e i due vanno al Luna Park. Qui, mentre Andrea va a prendere qualcosa da bere, Licia vede Satomi con Marika. quindi la protagonista scappa. Il ragazzo l'insegue e, una volta raggiunta, si dichiara. Mentre i due stanno per baciarsi, Licia scappa. Andrea assiste preoccupato alla scena: se Licia e Satomi s'innamorano, sarà un problema far mettere la ragazza insieme al fratello. |                   |                   |
| 4  | Al concerto dei Bee Hive 「めぐりあいロックンロール」 - Meguriai rokkunrōru – "Un incontro inaspettato con il rock'n'roll" | 22 marzo 1983     | 17 settembre 1985 |
| 4  | Andrea riesce a portare Licia a un concerto dei Bee Hive e lei scopre che il fratello di Andrea è il cantante del gruppo di Satomi. Durante il concerto è cantata per la prima volta la canzone "Fire" a cui Mirko aveva trovato le parole ispirandosi alla ragazza con cui si era scontrato ignorando che fosse la Licia di cui parlava Andrea. In questo episodio incontriamo per la prima volta Manuela, un'amica delle elementari di Licia che ama il rock. |                   |                   |
| 5  | Furto ai grandi magazzini 「剛とやっこの結婚人形」 - Gō to Yakko no kekkon ningyō – "La bambola degli sposini di Go (Mirko) e Yakko (Licia)" | 29 marzo 1983     | 19 settembre 1985 |
| 5  | Quando Licia scopre che il fratello di Andrea è lo stesso ragazzo con il quale aveva litigato ed al quale aveva tirato uno schiaffo, scappa. Andrea vuole far fare pace ai due ragazzi, e decide di comprare un regalo per Licia. Arrivato ai grandi magazzini trova due bambole (sposo e sposa) simili a Licia e Mirko, e decide di comprarle. L'unico problema è che paga con dei soldi falsi, e il povero Andrea si ritrova in direzione. Licia e Mirko vanno a riprenderlo e qui il ragazzo, infuriato, tira uno schiaffo al fratello. Licia ne rimane sconvolta, e caccia Mirko. Quest'ultimo parte per tre giorni per un concerto, e, dopo aver chiesto scusa per il suo comportamento, lascia Andrea da Licia. A questo punto la ragazza capisce che Mirko è un bravo ragazzo, proprio come è stato descritto da Andrea. |                   |                   |
| 6  | Un tenero amore 「真夜中のプラトニック・ラブ」 - Mayonaka no puratonikku rabu – "Amore platonico nel cuore della notte" | 5 aprile 1983     | 21 settembre 1985 |
| 6  | È arrivato il giorno del ritorno di Mirko e Andrea deve tornare a casa. Durante il pomeriggio si addormenta e Licia lo porta a casa. Una volta messo Andrea a letto, la ragazza si accorge che la casa è disordinata, e la riordina. Purtroppo dopo si addormenta, dimenticandosi di avvertire il padre il quale l'aspetterà sveglio tutta la notte. Nel frattempo ritorna Mirko che, vedendo la casa in ordine e Licia addormentata, si sofferma ad osservarla, rimanendo sveglio tutta la notte e rendendosi conto che non sarebbe stato in grado di mantenere la promessa fatta a Satomi, e cioè quella di non innamorarsi della ragazza. Il mattino seguente Satomi va da Mirko per portargli una cosa che il ragazzo aveva dimenticato e, vedendo Licia a casa dell'amico, si adira molto. Nel frattempo Licia si sveglia e corre subito a casa, dove Marrabbio la sgrida per la sua sbadataggine, non risparmiandogli un bello schiaffo. |                   |                   |
| 7  | Una storia d'amore per Licia 「乙女チックな三角関係」 - Otome chikku na sankaku kankei – "Relazione triangolare di una ragazza" | 12 aprile 1983    | 24 settembre 1985 |
| 7  | È il primo giorno d'asilo per Andrea. Licia e Marrabbio decidono di fargli una festa a sorpresa nel pomeriggio. Prima di andare all'asilo, Mirko ed Andrea passano dal locale di Licia. Qui il padre suggerisce alla ragazza di accompagnare Andrea, perché il look di Mirko avrebbe fatto fare una brutta figura al bambino. La ragazza accetta, ma anche Mirko decide di accompagnare Andrea all'asilo. Qui vengono scambiati per una giovane coppia. All'asilo Andrea farà conoscenza con una bambina di nome Elisa. Quando Licia, Mirko ed Andrea ritornano al locale, festeggiano il primo giorno d'asilo del bambino e Licia e Marrabbio regalano ad Andrea un trenino. Anche Satomi, che passava di lì, si ferma alla festa e, vedendo Licia e Mirko così vicini, s'ingelosisce e scappa. Licia lo segue e, una volta raggiunto, chiede a Satomi qual è il problema. Il ragazzo chiede a Licia se lei ricambia i suoi sentimenti, ma i due vengono interrotti dall'arrivo di Andrea. |                   |                   |
| 8  | Il sogno di Andrea 「忘れ物ラブソング」 - Wasuremono rabusongu – "La canzone d'amore dimenticata" | 19 aprile 1983    | 26 settembre 1985 |
| 8  | Andrea decide di far parlare i due ragazzi con una scusa: dice a Licia che il fratello ha dimenticato un libro importante a casa e deve portarglielo all'università. La ragazza si offre di accompagnarlo e, una volta raggiunto Mirko, si scopre che in realtà il ragazzo non aveva dimenticato niente e Andrea confessa di aver ideato questo piano per fare parlare i due. Mirko e Licia decidono allora di parlare: il ragazzo racconta la storia della sua vita a Licia, dicendole che in realtà Andrea è il suo fratellastro, che suo padre aveva avuto con un'altra donna. Purtroppo la madre di Mirko morì durante l'infanzia di quest'ultimo e il padre si risposò, e da questo matrimonio nacque Andrea. Durante un viaggio d'affari, i genitori di Andrea morirono e Mirko decise di prendersi cura del fratello. |                   |                   |
| 9  | Non era un bacio 「カン違いのキッス」 - Kan chigai no kissu – "Un bacio può fare differenza" | 26 aprile 1983    | 28 settembre 1985 |
| 9  | Elisa, compagna d'asilo di Andrea, litiga con quest'ultimo: la bambina propone ad Andrea di far innamorare Mirko di sua sorella, ma il bambino rifiuta perché Licia è colei che deve stare con il fratello. Satomi regala un mazzo di rose rosse a Licia, con un biglietto dove le chiede di incontrarsi per parlare. Licia esce con una scusa, e va al parco per parlare con il ragazzo. Mentre lei sta per dichiarargli i suoi sentimenti, le entra un moscerino in un occhio e Satomi l'aiuta a toglierlo. Mirko ha assistito alla scena ed ha frainteso il gesto dei ragazzi, pensando che i due si stessero baciando. La sera Mirko va a prendere Andrea da Licia e sul terrazzo incontra Licia stessa; quest'ultima gli chiede se ha l'occhio rosso, raccontandogli ciò che le è successo. Allora Mirko capisce di aver frainteso tutto. In parallelo Elisa va al locale di Marrabbio e chiede dove sia Andrea. L'uomo le risponde che Andrea è fuori a giocare con sua figlia, ed Elisa si offende, pensando che Licia sia in realtà una bambina della loro età brutta come il padre. Sia Marrabbio che Andrea non capiscono cosa sia successo e sono preoccupati, ma Licia spiega al bambino che Elisa è semplicemente gelosa. |                   |                   |
| 10 | Un regalo di compleanno 「愛のバースデー・プレゼント」 - Ai no basude purezento – "Il regalo di compleanno d'amore" | 3 maggio 1983     | 1º ottobre 1985   |
| 10 | Un pomeriggio Andrea arriva al mambo stringendo fra le mani una corona di cartone dorata, spiegando che si tratta del suo regalo di compleanno per Mirko, che avrebbe compiuto gli anni il giorno seguente. La notizia rende Licia improvvisamente felice e desiderosa di aiutare Andrea a consegnare a Mirko il regalo per tempo. Il fratello infatti terrà un concerto proprio nel giorno del suo compleanno, motivo per cui Andrea non potrà festeggiare insieme a lui. Inizialmente contrario ma incapace di resistere al faccino del piccolo Andrea, Marrabbio decide di concedere alla figlia la possibilità di organizzare una festa di compleanno nel pomeriggio, prima del concerto. Si reca così in sala prove per invitare i Beehive. Satomi, entusiasta, si incarica di aiutarla per fare a Mirko una sorpresa. Sulla strada del ritorno Licia decide di comprare un regalo a Mirko, qualcosa di poco impegnativo, ma che possa porre fine ai bisticci passati. Sceglie così una tavoletta di cioccolata a forma di cuore ma dopo aver scoperto da Andrea che Mirko non apprezza granché la cioccolata come regalo, Licia decide di tenersi il regalo. Il giorno seguente la festa riesce bene e Andrea riesce a dare la corona Mirko che, poco dopo la indosserà sul palco. Nel frattempo, come di consueto, dopo cena Licia riaccompagna Andrea a casa e decide di non restare ad aspettare Mirko. Ha portato con sé il regalo ma attanagliata dai dubbi, si ferma sulle scale a pensare a quale fine far fare alla cioccolata. Sta per andare via quando, alzato lo sguardo, si trova Mirko davanti con un sacchetto pieno di cioccolatini e di pacchetti lasciatigli dalle ammiratrici. Visibilmente delusa, Licia infila la cioccolata in tasca e si dilegua ma, superato il ragazzo, il regalo le sguscia via dal vestito. Mirko allora lo raccoglie e apprezzato il gesto, le dichiara i suoi sentimenti. Tra i due sta per scattare un bacio quando l'arrivo di Andrea li distrae e Licia ne approfitta per scappare confusa. |                   |                   |
| 11 | Addio Mirko! 「さよなら剛さん」 - Sayonara Gō-san – "Addio Go (Mirko)" | 10 maggio 1983    | 3 ottobre 1985    |
| 11 | Mirko accompagna Andrea a prendere lo scuolabus per raggiungere l'asilo. Durante la passeggiata, Andrea ripete continuamente il nome di Licia e Mirko sgrida il fratellino dicendogli di non dover pronunciare il nome della ragazza ogni volta. Andrea, rimane scosso dalla reazione del fratello e, durante un'attività ricreativa all'asilo, accusa un lieve malore. Il bambino insiste che la sua maestra chiami Licia e non Mirko. Qualche istante dopo Andrea torna a stare meglio e insieme a Licia lascia l'asilo. Per strada i due incontrano Mirko che si stava precipitando dal fratellino dopo essere stato avvisato dalla segreteria della sua università, a cui Katia, l'insegnante di Andrea, aveva lasciato un messaggio per avvertirlo dell'accaduto. Nel frattempo li raggiunge Marika, che passava di lì con la sua automobile, diretta allo studio dei Bee Hive. Dopo aver affrontato Licia con un'affermazione sgarbata, la ragazza se ne va e Licia corre via offesa dalla parte opposta, lasciando Mirko e Andrea. Arrivata allo studio, Marika dice a Satomi che Mirko aveva dato un appuntamento a Licia. Satomi, furioso, corre al Mambo a chiedere spiegazioni alla ragazza, ma lui e Licia vengono sorpresi da Marrabbio così Satomi se ne va. Tornato allo studio affronta Mirko chiedendogli se anche lui si fosse innamorato di Licia. Mirko conferma, ma assicura al suo amico che non avrebbe mai tentato di portargliela via. Licia, che era tornata indietro per raggiungere Satomi, ascolta la conversazione tra i due e, senza farsi vedere, se ne va insieme ad Andrea. Subito dopo incontra Marika. Le due ragazze discutono sulla situazione che si sta creando fra Licia, Mirko e Satomi. Licia confessa di amare Satomi e Andrea scoppia in lacrime cercando di convincere la ragazza che, invece, per lei è meglio Mirko. |                   |                   |
| 12 | Un amore rompicapo 「恋のジグソーパズル」 - Koi no jigusōpazuru – "Il puzzle dell'amore" | 17 maggio 1983    | 5 ottobre 1985    |
| 12 | È previsto un incontro tra le insegnanti e i famigliari dei bambini dell'asilo. Andrea chiede a Licia di essere presente, mentendole sul fatto che Mirko non sarebbe potuto venire. Licia aveva un appuntamento con Satomi, ma con una scusa annulla il loro incontro per far felice Andrea. All'asilo Licia e Andrea vengono raggiunti da Mirko, il quale appare imbarazzato dalla presenza della ragazza. Nel frattempo Marika chiede a Satomi di accompagnarla all'asilo dalla sua sorellina Elisa. Giunti sul posto i due scoprono che sono presenti anche Mirko e Licia, i quali rimangono molto imbarazzati per essere stati visti vicini. Alla fine dell'incontro Satomi e Licia si allontanano insieme, sotto gli occhi tristi di Mirko e Marika. |                   |                   |
| 13 | Il gruppo entra in crisi 「悲しみのフリーウェイ」 - Kanashimi no furiuei – "La triste Freeway" | 24 maggio 1983    | 8 ottobre 1985    |
| 13 | Licia deve scrivere come compito scolastico una relazione sul libro Cime tempestose di Emily Brontë. Per avere più informazioni sull'autrice decide di andare all'università dove poter prendere qualche libro dalla biblioteca. Lì vede Satomi e Marika che si scambiano un bacio. Licia si rattrista molto, ma alle sue spalle arriva Mirko, che la rassicura dicendole che per Satomi quell'innocuo bacetto non voleva dire nulla. La ragazza continua a mostrarsi dispiaciuta per quello che ha visto, così Mirko si siede vicino a lei su una panchina, per rincuorarla. In quel momento vengono visti da Satomi che si ingelosisce. In seguito, dopo un concerto, Mirko si accorge del comportamento scostante di Satomi. Per rassicurare Satomi che tra lui e Licia non c'è niente, uscendo dallo studio dei Bee Hive bacia sulle labbra Manuela. Licia viene a conoscenza del fatto. Seduti ad un bar, per evitare di andare al Mambo in presenza di Marrabbio, Mirko e Licia si incontrano perché lui doveva farle avere il libro sulla biografia di Emily Brontë che la ragazza gli avevo chiesto di procurarle. Con l'occasione, Licia chiede a Mirko del bacio tra lui e Manuela e se fa sul serio con la sua amica. Ovviamente innamorato di Licia, il ragazzo si rende conto di aver sbagliato e perde la fiducia della ragazza. In seguito, nel camerino dei Bee Hive, Mirko e Satomi discutono sui loro sentimenti per Licia e finiscono per litigare, tanto che Satomi annuncia la sua decisione di voler abbandonare il gruppo. |                   |                   |
| 14 | La notte degli addii 「愛と別れのノクターン」 - Ai to wakare no nokutān – "Notturno d'amore e separazione" | 31 maggio 1983    | 10 ottobre 1985   |
| 14 | Il senso di colpa per aver involontariamente causato la frattura nel gruppo musicale, spinge Licia a comunicare la sua rinuncia a vedere entrambi i componenti invaghiti di lei. Marika, decisa a tenere stretto a sé Satomi fomenta gli stati d'animo e induce la ragazza ad allontanarsi |                   |                   |
| 15 | Chi ha rapito Andrea? 「さらわれた橋蔵ちゃん」 - Sarawareta Hashizō-chan – "Hashizo (Andrea) rapito" | 7 giugno 1983     | 12 ottobre 1985   |
| 15 | Preoccupato dalla lunga assenza di Andrea dal suo ristorante, Marrabbio va a prendere il bambino all'asilo e lo porta con sé per qualche ora. Intanto scattano i controlli per la ricerca anche da parte degli ignari Mirko e Licia, ancora in rapporti di freddezza tra loro. Al rientro di Andrea, Mirko promette di non vietare il locale al fratello. |                   |                   |
| 16 | Alla ricerca di Licia 「ずぶ濡れロックンロール」 - Zubunure rokkunrōru – "Rock'n'roll bagnato" | 14 giugno 1983    | 15 ottobre 1985   |
| 16 | Marrabbio viene per caso a scoprire che i Bee Hive sono il gruppo musicale di Mirko e Satomi (prima di allora lei aveva sempre raccontato che erano dei fotomodelli) e vieta a Licia di frequentarli, inoltre va a rovistare tra gli oggetti personali di Licia e trova un 45 giri inciso dagli stessi Bee-Hive. Marrabbio lo fa a pezzi sotto gli occhi della ragazza, che fugge di casa, delusa e amareggiata. Marrabbio, con l'aiuto di Andrea scopre la sala dove provano i Bee-Hive e gli chiede dove potesse essere Licia, che sembra scomparsa ma viene ritrovata dal Giuliano aiutato dal suo olfatto. Al rientro a casa, Marrabbio accetta la compagnia di Mirko e Satomi che torneranno in gruppo. (in precedenza Satomi si era ritirato e il suo posto era stato occupato precedentemente da Mickey, un tastierista alle prime armi) |                   |                   |
| 17 | Giuliano eroe per un giorno 「男一匹ジュリアーノ」 - Otoko ippiki Juriāno – "Juliano l'uomo animale" | 21 giugno 1983    | 17 ottobre 1985   |
| 17 | Il gatto Giuliano, è rimasto a casa da solo, malato, grazie a questa breve influenza, diventa un gatto molto popolare. Durante l'assenza di Mirko e Andrea, dove, i due pericolosi ladri, che avevano in precedenza di aver rubato a casa di Marika, un anello con un brillante di grande valore, s'introducono in casa, ed è proprio Giuliano, costretto a letto dall'influenza a sventare il colpo. |                   |                   |
| 18 | Primi litigi 「やっこ虹色のスキャット」 - Yakko nijiiro no sukyatto – "Fuori dall'arcobaleno di Yakko (Licia)" | 28 giugno 1983    | 19 ottobre 1985   |
| 18 | Marika è decisa di rischiare il tutto per tutto, pur di conquistare Satomi e allontanare Licia dai Bee Hive. E così racconta a Manuela, da sempre innamorata di Mirko, che quest'ultimo ha una storia con Licia. Manuela litiga con Licia e scappa, ma viene investita da un'auto, soccorsa da Licia e trasportata in ospedale. Qui, il medico dice a Licia che la sua amica si rimetterà presto, quindi Licia corre alla sala prove e chiede a Mirko di andare a trovare Manuela all'ospedale, dove poi torna e passa la notte. Il mattino dopo, Mirko dà il cambio a Licia e aspetta che Manuela si svegli, per raccontarle tutta la verità e farle capire che la vede solo come un’amica. Nel frattempo, Licia a casa si prepara per tornare all’ospedale, ma nel tragitto incontra due amiche di Marika, che la portano da lei. In un parco, Marika tramite una lettera ordina a Licia di smettere di frequentare i Bee Hive, ma Licia strappa la lettera. Sopraggiungono intanto Mirko e Satomi, chiamati da Andrea, che leggono la lettera (che Licia aveva intanto strappato). Allora Satomi chiarisce a Marika i motivi del precedente allontanamento dei due amici, aggiungendo che quella che sta rischiando separare il gruppo non è Licia, ma Marika stessa con il suo comportamento. Subito dopo Licia va a trovare Manuela all'ospedale; qui le due amiche si riappacificano. |                   |                   |
| 19 | Il compleanno di Andrea 「橋蔵ちゃんの誕生日」 - Hashizō-chan no tanjōbi – "Il compleanno di Hashizo (Andrea)" | 5 luglio 1983     | 22 ottobre 1985   |
| 19 | È il compleanno di Andrea e Mirko si accorge all'ultimo momento di non avere i soldi per comprargli un regalo. Giunge però inaspettata l'offerta di un'esibizione per la sera stessa, che verrà debitamente ricompensata in contanti. Mirko accetta pur sapendo che arriverà in ritardo al Mambo dove Licia e suo padre lo aspettano per festeggiare Andrea. |                   |                   |
| 20 | Andrea si ammala 「夜ふけのロンリー坊や」 - Yofuke no ronrī bōya – "A tarda notte Lonely Boy" | 12 luglio 1983    | 24 ottobre 1985   |
| 20 | Andrea si ammala e tiene con fiato sospeso Licia, Marrabbio e Mirko che, a causa delle prove, ha dovuto trascurare il fratello. Il dottore, chiamato da Marrabbio, avverte gli amici di Andrea che se dovesse peggiorare dovrà essere ricoverato in ospedale. |                   |                   |
| 21 | Il grande giorno 「ＧＯ！剛！ビーハイヴ」 - GO! Gō! Bīhaivu – "Vai! Go! Bee Hive" | 19 luglio 1983    | 26 ottobre 1985   |
| 21 | Andrea non sembra migliorare e Marrabbio convince Mirko a partecipare ugualmente ad un concerto rock. Al suo risveglio, Andrea insiste per andare al concerto, Marrabbio lo accontenta e assistono insieme alla vittoria di Mirko e dei Bee Hive, con la nuova canzone: "Lonely Boy". |                   |                   |
| 22 | Alba sul mare 「夜明けのロングビーチ」 - Yoake no rongubīchi – "L'alba su una lunga spiaggia" | 26 luglio 1983    | 29 ottobre 1985   |
| 22 | Andrea è stato invitato dalla madre di Elisa a trascorrere un paio di giorni nella loro casa al mare e Mirko non può accompagnarlo perché deve presentarsi con il resto dei Beehive ad una casa discografica. Anche Licia non può accompagnarlo perché ha già perso troppi giorni di scuola e così, alla fine, sarà Marrabbio ad andare con lui, e ha stabilito di chiudere per ferie il ristorante "Mambo" per alcuni giorni. Una volta giunti a destinazione, però, Andrea, di notte, inizia a sentire subito la mancanza del fratello e di Licia, perciò tenta di ritornare a casa da solo andando verso la stazione, ma si perde in un boschetto. Marrabbio e la madre di Elisa lo cercano e poi, indirizzati da Giuliano, lo trovano avvertendo il fratello, Licia e Satomi, che vanno a trovarlo e così perdono un pomeriggio anche loro con lui al mare. |                   |                   |
| 23 | Un bacio nel bosco 「白樺林の熱いキッス」 - Shirakababayashi no atsui kissu – "Caldo bacio di foresta di frusta bianca" | 2 agosto 1983     | 31 ottobre 1985   |
| 23 | I Bee Hive, in vista di un importante concorso di musica rock, sono andati a provare nella casa che Satomi possiede ai piedi delle montagne. Anche Andrea si è unito a loro, mentre Giuliano è dovuto restare in città, perché Ume, la cameriera di Satomi non sopporta i gatti. Lontano da Andrea, Giuliano perde appetito e Licia e suo padre non sanno più cosa inventare per farlo mangiare. |                   |                   |
| 24 | In due nella tempesta 「嵐の中のデュエット」 - Arashi no naka no dyuetto – "I due nella tempesta" | 9 agosto 1983     | 2 novembre 1985   |
| 24 | Licia, Manuela, Mirko, Satomi, Andrea, Giuliano, e gli altri ragazzi del gruppo sono ospiti nella villa in campagna di Satomi. I ragazzi decidono di fare una gita in montagna e, mentre Toni e Manuela si allontanano per seguire il sentiero della capanna, Mirko, Licia e Satomi fanno un pic-nic. Sembra che tra Manuela e Toni sia nascendo una simpatia. Mentre Steve e Matt, vanno al lago per pescare. Nel frattempo, Marika, a bordo della sua auto in compagnia di Elisa, alla villa di Satomi, ed Elisa, chiede a Ume, di sapere dov'è Andrea, e Ume ribadisce che se ne sono andati tutti quanti in montagna, ma Elisa rimase sconvolta. Qualche ora dopo, arriva un grande temporale, dove Licia, Mirko, Satomi, Andrea e Giuliano ritornano alla villa. Ad un certo punto, Ume avvisa Satomi, che ha telefonato la madre di Marika, e ribadisce che il cavallo è tornato nella stalla senza di lei. Marika è rimasta precipitata da una rupe, aggrappata al ramo, ma di conseguenza, Licia è intervenuta a dare una mano a Marika, ma quest'ultima non ha bisogno di lei, ma avrebbe voluto intervenire Satomi, e che alla fine dopo tante discussioni animate, Licia dà uno schiaffo a Marika, che va su tutte le furie, e dopo questo Marika si è fratturata la gamba e Licia la cura, e la porta sulle spalle, ma durante il quale arriva il temporale, e le due ragazze sono letteralmente stanche. Ad un certo punto appare Giuliano che ha visto Licia e Marika, sono sfinite. E Giuliano avverte Mirko e Satomi durante la ricerca delle rispettive ragazze, quando Mirko e Satomi seguono Giuliano e ha trovato Licia e Marika, e che alla fine si sono salvate dai rispettivi ragazzi. |                   |                   |
| 25 | La festa dell'estate 「夏祭りのサンバ」 - Natsumatsuri no sanba – "Samba del festival estivo" | 16 agosto 1983    | 5 novembre 1985   |
| 25 | Fervono i preparativi per la festa dell'estate. Satomi vorrebbe uscire con Licia, ma lei rifiuta. Deve infatti accompagnare Andrea alla festa. Intanto, Elisa convince Satomi ad andare alla festa con lei e, naturalmente, con la sorella Marika. |                   |                   |
| 26 | Concorso rock in riva al lago 「湖畔の熱いヴォーカル」 - Kohan no atsui vōkaru – "Voci calde in riva al lago" | 23 agosto 1983    | 7 novembre 1985   |
| 26 | I Beehive sono stati invitati a partecipare a una serie di concerti che si tengono in un grande albergo ai piedi del monte Fujiyama e dovranno assentarsi per circa una settimana dalla città. Mirko decide di lasciare il fratellino con Licia e suo padre. Dopo qualche giorno, però, Andrea inizia a sentire la mancanza del fratello e dice a Licia di volerlo raggiungere |                   |                   |
| 27 | La fuga di Satomi 「恋のインターチェンジ」 - Koi no intāchenji – "Scambio d'amore" | 30 agosto 1983    | 9 novembre 1985   |
| 27 | Dopo i concerti al Grand Hotel Fuji, i Bee Hive si apprestano a tornare in città con il timore di dover presto incontrare i Kiss'n Relish, loro rivali al concorso nazionale. Sarà Satomi a dover scrivere la canzone da presentare al concorso, ma il tempo stringe e Satomi non l'ha ancora terminata e per di più sempre di pessimo umore e scontroso con il resto del gruppo. Il giorno delle prove Satomi non si presenta, e non è rientrato a casa la sera prima. |                   |                   |
| 28 | Il primo bacio di Licia 「やっこのファースト・キッス」 - Yakko no fāsuto kissu – "Il primo bacio di Yakko (Licia)" | 6 settembre 1983  | 12 novembre 1985  |
| 28 | Marina, per evitare che Andrea si faccia investire da una macchina, viene investita a sua volta. Sheller accorre in ospedale e intanto i Bee Hive si aggiudicano il primo posto al concerto. |                   |                   |
| 29 | Il compleanno di Licia 「ベイビー・アイラブユー」 - Beibī airabuyū – "Baby I love you" | 13 settembre 1983 | 14 novembre 1985  |
| 29 | Licia decide di dare una festa per il suo compleanno, ma scopre che i Bee Hive, per quella data, saranno in tournée. Grazie a Sheller, i Beehive organizzano una festa a sorpresa per Licia prima della partenza e Marrabbio concede a Licia di accompagnare Mirko e i suoi amici all'aeroporto. |                   |                   |
| 30 | Dichiarazione d'amore 「星空のラブコール」 - Hoshizora no rabukōru – "La chiamata dell'amore nel cielo stellato" | 20 settembre 1983 | 16 novembre 1985  |
| 30 | Fidanzamenti in vista tra i componenti dei Bee Hive. Tra Toni e Manuela c'è della simpatia, anche se Toni non si decide mai a rivelare alla ragazza i suoi sentimenti. Sarà Manuela a prendere l'iniziativa e andrà a casa sua, dove finalmente Toni le chiederà di sposarlo. Anche tra Mirko e Licia tutto sembra andare bene, anche se i due si vedono pochissimo, un po' per gli impegni di lavoro di Mirko, un po' per la severità del padre di Licia. |                   |                   |
| 31 | Amore non corrisposto 「帰ってきた結婚人形」 - Kaettekita kekkon ningyō – "Le bambole da matrimonio tornate a casa" | 27 settembre 1983 | 19 novembre 1985  |
| 31 | Licia e Mirko sono più innamorati che mai, con somma felicità di Andrea, anche se riescono a vedersi raramente da soli per via del padre della ragazza. Mirko decide così di servirsi di Giuliano per fare andare Licia allo studio Ruth. Tutto sembra filare liscio e con una scusa Licia riesce a lasciare il ristorante, ma allo studio trova Marika in lacrime poiché Satomi l'ha rifiutata ancora una volta. |                   |                   |
| 32 | Un matrimonio 「愛と哀しみのウェディング」 - Ai to kanashimi no wedingu – "Matrimonio d'amore e tristezza" | 11 ottobre 1983   | 21 novembre 1985  |
| 32 | Licia viene a sapere che Manuela e Toni si sposeranno il giorno seguente: lei e Andrea avranno l'incarico di consegnare i fiori agli sposi durante la cerimonia. Licia non vuole che Marrabbio sappia di questo matrimonio per paura che pensi che anche lei e Mirko vogliano sposarsi; ma il matrimonio viene celebrato al Loose e vi partecipano tutti, compreso Marrabbio in ghingheri. Licia mette a riposare Marrabbio praticamente ubriaco, ma dietro la porta la aspetta il manager dei Bee Hive. L'uomo minaccia a Licia di lasciare Mirko, che come stella dei Bee Hive che sta muovendo i primi passi, per diventare un grande del rock non può assolutamente sposarsi o frequentare nessuno. Secondo lui, se Licia sta accanto a Mirko, non farà altro che soffrire, e per il matrimonio è ancora presto. Licia, sconvolta, riflette sul consiglio del manager. |                   |                   |
| 33 | Un cuore solitario 「ひとりぼっちのマイハート」 - Hitoribotchi no maihāto – "Il mio cuore solitario" | 1º novembre 1983  | 23 novembre 1985  |
| 33 | Licia è ancora sconvolta dalle parole del manager, che le ha chiesto di lasciare Mirko, perché il ragazzo deve dedicarsi esclusivamente alla carriera. Per reazione decide di cambiare pettinatura, di diventare un'altra. In realtà è sempre più depressa, sente che Mirko si sta allontanando da lei e si rende conto che prima o poi lo dovrà lasciare. |                   |                   |
| 34 | Preludio di un addio 「別れのプレリュード」 - Wakare no pureryūdo – "Preludio di separazione" | 8 novembre 1983   | 26 novembre 1985  |
| 34 | Mirko ha l'impressione che Licia ultimamente cerchi di evitarlo e cosi' le chiede di uscire per avere una spiegazione, ma la ragazza si rifiuta. La ragione di questo suo strano atteggiamento è che Fughera , il manager dei Beehive le ha praticamente imposto di non vedere più Mirko per non ostacolare la sua carriera. I due si vedono a casa di Giuliano e Licia racconta a Mirko di volerlo lasciare perché sta uscendo con un altro ragazzo. |                   |                   |
| 35 | Il tradimento di Licia 「こわれたリズムボックス」 - Kowareta rizumubokkusu – "Il rhythm box rotto" | 22 novembre 1983  | 28 novembre 1985  |
| 35 | Dopo essere stato piantato da Licia, che gli ha detto di avere un altro ragazzo, Mirko è sempre ubriaco, arriva in ritardo alle prove e litiga in continuazione col manager del complesso. Manuela, dopo aver saputo quanto sta succedendo, va da Licia a chiederle spiegazioni, ma riesce soltanto a sapere che Licia sta con un altro, cosa che peraltro Manuela si rifiuta di credere. |                   |                   |
| 36 | La fiamma dell'amore 「愛の炎・ファイヤー」 - Ai no honō Faiyā – "La fiamma dell'amore・Fire" | 29 novembre 1983  | 30 novembre 1985  |
| 36 | Dopo aver scoperto che Licia ha un altro ragazzo, per di più cantante anche lui, Mirko decide di dedicarsi anima e corpo alla musica, mentre Licia soffre in silenzio e Andrea si dispera pensando a un modo per farli riavvicinare. Grazie a Satomi l'equivoco tra i due innamorati viene presto chiarito e i due ritornano insieme con grande gioia di tutti, tranne che del padre della ragazza. |                   |                   |
| 37 | Il sogno si avvera 「パリからの子守歌」 - Pari kara no komori-uta – "Ninna nanna da Parigi" | 6 dicembre 1983   | 3 dicembre 1985   |
| 37 | Marie, la vera madre di Andrea, si fa viva dopo cinque anni spiegando ad Andrea che vorrebbe tenerlo con sé per sempre. Mirko racconta a Licia che in effetti la seconda moglie di suo padre, la madre di Andrea non era morta come lui aveva detto, e che li aveva abbandonati quando morì il padre di Mirko. Marie aveva tentato di rintracciare i ragazzi, ma senza fortuna. Ora Andrea è felice di aver ritrovato sua madre. |                   |                   |
| 38 | Una decisione importante 「小さな星のメロディ」 - Chīsana hoshi no merodī – "La melodia della piccola stella" | 13 dicembre 1983  | 5 dicembre 1985   |
| 38 | Andrea e sua madre Marie, sono felici di poter stare finalmente un po' insieme. La donna gli propone di tornare a Parigi con lei. Andrea accetta una condizione che un giorno vadano anche Mirko e Licia. Mirko è preoccupato e non riesce a concentrarsi sul lavoro. Alla fine, Marie si rende conto che Andrea è più felice con Mirko. |                   |                   |
| 39 | Il progetto di Elisa e Andrea 「ちびっこ天使のロック」 - Chibikko tenshi no rokku – "Il rock dei piccoli angeli bambini" | 20 dicembre 1983  | 7 dicembre 1985   |
| 39 | All'asilo sono tutti felici del ritorno di Andrea. Mirko chiede a Licia di occuparsi di lui. Andrea ed Elisa decidono di dire a tutti, sperando che si avveri, che ci saranno due matrimoni: quello di Mirko e Licia e quello di Marika e Satomi. |                   |                   |
| 40 | Insieme sotto la neve 「雪色のバラード」 - Yuki-iro no barādo – "Ballata color della neve" | 10 gennaio 1984   | 10 dicembre 1985  |
| 40 | Licia è triste perché Mirko è in tournée e non si fa vivo da qualche tempo. Mirko arriverà a Tokyo, ma avrà solo un'ora da passare alla stazione con Licia prima di ripartire. |                   |                   |
| 41 | Il concerto degli innamorati 「恋人たちのコンチェルト」 - Koibito-tachi no konchieruto – "Il concerto degli innamorati" | 17 gennaio 1984   | 12 dicembre 1985  |
| 41 | I Beehive stanno per partire per una tournée di sei mesi negli Stati Uniti e Mirko organizza una festa d'addio in loro onore. Il ragazzo, dopo la festa, riaccompagna a casa Licia, chiedendole di aspettarlo, perché al suo ritorno si sposeranno. |                   |                   |
| 42 | Matrimonio in vista 「ウェディングベルは剛さんと」 - Wedingu beru wa Gō-san to – "Campane a nozze con Go" | 24 gennaio 1984   | 14 dicembre 1985  |
| 42 | Solo a tarda ora, Mirko riaccompagna Licia a casa dopo la festa. Marrabbio è molto arrabbiato, pertanto rifiuta di accordare a Mirko la mano di sua figlia. Alla fine però si ricrede e comunica ad Andrea di acconsentire alle loro nozze, a patto che avvengano quando Mirko tornerà dagli Stati Uniti. |                   |                   |